# Сиджизмондо I Малатеста
Вижте пояснителната страница за други личности с името Сиджизмондо Малатеста.
Сиджизмондо I Малатеста (на италиански: Sigismondo I Malatesta; * 24 ноември 1498, † 27 декември 1543, Реджо Емилия) е италиански кондотиер.

## Произход
Той е син на Пандолфо IV Малатеста, последния господар на Римини, и на Виоланте Бентивольо от Болоня. Има
- Роберто († 1546);
- Изабела;
- Анибале († млад);
- Джиневра († сл. 1567), съпруга на Лодовико дели Обици; на нея посвещават стихове Лудовико Ариосто и Торкуато Тасо;
- Малатеста († 1549), кондотиер на служба на Венецианската република, губернатор на Пескиера и на Тревизо;
- Галеото († 1543), кондотиер на служба на Венецианската република

Има и един полубрат и една полусестра от втория брак на баща си, както и един полубрат от негова извънбрачна връзка.

## Биография
През 1513 г., на 15 г., е изпратен от баща си в Рим, за да се покаже подчинение на наскоро избрания папа папа Лъв X След смъртта на папата през 1521 г. Сиджизмондо напразно моли за помощ Херцога на Урбино и обсажда Римини, но е отблъснат. На следващата година успява да възстанови господството на Малатеста, но скоро трябва да се предаде на папската армия.
Той преминава на заплата на сем. Есте и връща някои градове от ръцете на папите. На служба е при Карл V в Ломбардия, участвайки в битката при Павия (1525 г.). На 14 юни 1527 г., докато папа Климент VII се оказва обсаден от ландскнехтите в Кастел Сант Анжело, Сиджизмондо се опитва отново да завладее Римини, но не и симпатиите на неговите жители. Той извършва множество жестокости срещу жителите на Римини, които се позовават на намесата на папата, за да се отърват от Сиджизмондо. Климент VII изпраща тогавашния епископ Джовани Мария Чоки дел Монте с 300 конници, които освобождават града: Сиджизмондо е принуден да отиде в изгнание на 17 юни 1528 г.
Отива на служба във Венецианската република, след това на херцога на Ферара Алфонсо I д’Есте и след това на Мантуанското херцогство. От 1534 до 1538 г. събира войници, за да може отново да атакува Римини, но отново е отхвърлен. Връщайки се в Херцогство Ферара, той се установява в Реджо, където умира през 1543 г.

## Брак и потомство
∞ 1522 за Джулия Пико, дъщеря на Джовани Франческо Пико, от която двама сина:
- Роберто Малатеста († 1570),  кондотиер
- Ерколе Малатеста († 1591), кондотиер